# Codename: Panzers Phase I
Codename: Panzers ("nome in codice: panzer") è un videogioco di strategia in tempo reale della CDV, distribuito dalla ditta Fx Interactive, ambientato nella seconda guerra mondiale.
Questo titolo, identificabile anche come Codename: Panzers Phase I, è ambientato in Europa, mentre il seguito Codename: Panzers Phase II è ambientato prevalentemente in Nord Africa, Sud Italia e Iugoslavia.

## Modalità di gioco
Il gioco è totalmente in 3D e per giocare si usa il mouse per dare comandi base alle unità e la tastiera per i comandi avanzati.
Modalità:
- Campagna
- Addestramento
- Schermaglia
- Multiplayer

Nelle diverse modalità di gioco si può scegliere lo schieramento militare con cui giocare (esercito sovietico, esercito tedesco, esercito alleato).

### Editor
Il gioco dispone anche di un potente editor di livelli con cui disegnare nuove mappe e programmare nuove missioni.

### Campagna
La campagna è suddivisa in 3 parti, dove il giocatore potrà guidare 3 diversi eserciti: quello tedesco, quello sovietico e quello angloamericano. Benché ispirata a fatti storici, si dà minore importanza all'accuratezza che alla giocabilità.
- Germania: la campagna tedesca ha come protagonista il giovane ufficiale Hans von Gröbel, fine stratega delle Panzerdivisionen, in un viaggio che va dal 1939 al 1942 e che lo vedrà protagonista in molte battaglie in Polonia, dai primi giorni dell'invasione fino alla presa di Varsavia, in Francia ai comandi del generale Rommel, in Grecia, con la conquista di Creta, e in Russia, prima nell'operazione Barbarossa, poi nell'assedio di Sebastopoli ed infine nella battaglia di Stalingrado. Hans comparirà in due occasioni anche nella campagna alleata: nello sbarco in Normandia e nell'offensiva delle Ardenne, venendo catturato in entrambe le occasioni (in Francia riesce a scappare).

- URSS: nella campagna sovietica si vestono i panni dell'ufficiale Aleksandr Vladimirov, partendo da dove si interrompe la campagna tedesca: la battaglia di Stalingrado; dopo di questa, il suo viaggio lo vedrà protagonista nella battaglia di Kursk, nella presa di un centro di ricerche tedesco, fino alla conquista di Berlino e del Reichstag.

- Alleati: la campagna anglo-americana vede protagonista 2 ufficiali: l'americano Jeffrey S. Wilson e l'inglese James Burnes. La campagna inizia con lo sbarco in Normandia, passando per l'operazione Market Garden e l'offensiva tedesca delle Ardenne, finendo con la conquista, da parte di Wilson, del Nido dell'Aquila, la residenza privata di Hitler nelle alpi austriache.